# Seerücken
Seerücken är kullar i Schweiz.   De ligger i kantonen Thurgau, i den nordöstra delen av landet, 140 km nordost om huvudstaden Bern.
Omgivningarna runt Seerücken är en mosaik av jordbruksmark och naturlig växtlighet. Runt Seerücken är det ganska tätbefolkat, med 149 invånare per kvadratkilometer.